# Base (chimie quantique)
Pour les articles homonymes, voir Base.
Une base en chimie quantique est un ensemble de fonctions utilisées afin de modéliser des orbitales moléculaires, qui sont développées comme combinaisons linéaires de telles fonctions avec des poids ou coefficients à déterminer. Ces fonctions sont habituellement des orbitales atomiques, car centrées sur les atomes, mais des fonctions centrées sur les liaisons ou les fonctions centrées des doublets non liants ont été utilisées comme l'ont été des paires de fonctions centrées sur les deux lobes d'une orbitale p. De plus, des bases composées d'ondes planes jusqu'à une longueur d'onde de coupure sont également utilisées, particulièrement dans les calculs sur des systèmes avec des conditions périodiques aux limites.

## Introduction
En chimie numérique récente, les calculs quantiques sont typiquement effectués au moyen d'un ensemble fini de fonctions de base. Dans ces cas, les fonctions d'onde considérées sont toutes représentées comme des vecteurs, dont les composantes correspondent aux coefficients dans une combinaison linéaire des fonctions de base dans la base utilisée. Les opérateurs sont ensuite représentés comme des matrices (tenseurs de rang deux), dans une base finie. Dans cet article, les expressions fonction de base et orbitale atomique sont parfois utilisées de manière interchangeable, bien que l'on doive noter que ces fonctions de base ne sont pas réellement les orbitales atomiques exactes, même pour les atomes hydrogénoïdes correspondants, en raison des approximations et simplifications de leurs expressions analytiques. Si la base finie est développée sur un ensemble infini complet de fonctions, les calculs utilisant de telles bases sont dites approchant la limite de la base.
Lorsque des calculs sur des systèmes sont effectués, il est usuel d'utiliser une base composée d'un nombre fini d'orbitales atomiques, centrées sur chaque noyau atomique du système moléculaire ou cristallin (ansatz de combinaison linéaire d'orbitales atomiques). Initialement, ces orbitales atomiques étaient typiquement des orbitales de Slater, qui correspondent à un ensemble de fonctions qui décroissent de manière exponentielle lorsque la distance au noyau augmente. Plus tard, Frank Boys réalisa que ces orbitales de type Slater pouvaient être à leur tour approximées comme des combinaisons linéaires d'orbitales gaussiennes. Le recouvrement, ainsi que d'autres intégrales par ailleurs, étant plus facile à calculer avec un ensemble de fonctions de base gaussiennes, cela conduisit à de grandes économies en temps de calcul (se référer à l'article John Pople).
Aujourd'hui, il existe des centaines de bases composées d'orbitales de type gaussien (GTO - gaussian type orbital). Les plus petites d'entre elles sont appelées bases minimales, et sont typiquement constituées du nombre minimum de fonctions de base requis pour représenter tous les électrons de chaque atome. Les plus grandes d'entre elles peuvent comprendre littéralement jusqu'à plusieurs centaines de fonctions de base pour chaque atome.
Une base minimale est celle dans laquelle, sur chaque atome du système, une seule fonction de base est utilisée pour chaque orbitale dans un calcul Hartree-Fock pour un atome libre. Cependant, pour des atomes comme le lithium, des fonctions de base de type p correspondant aux orbitales 1s et 2s de l'atome libre sont ajoutées aux fonctions de base. Par exemple, chaque atome de la première période de la classification (de Li à Ne) aurait une base de cinq fonctions (deux fonctions s et trois fonctions p).
L'ajout le plus commun aux bases minimales est probablement celle des fonctions de polarisation, notées par un astérisque *. Deux astérisques, **, indiquent que des fonctions de polarisation sont aussi ajoutées aux atomes légers (hydrogène et hélium). Elles sont des fonctions auxiliaires avec un nœud supplémentaire. Ainsi par exemple, la seule fonction de base localisée sur un atome d'hydrogène dans une base minimale serait une fonction approximant l'orbitale atomique 1s. Lorsque la polarisation est ajoutée à la base, une fonction p est aussi ajoutée à cette base. Ceci ajoute une flexibilité supplémentaire nécessaire dans la base, autorisant des orbitales moléculaires impliquant que les atomes d'hydrogène soient plus asymétriques que leurs seuls noyaux. Ceci est un résultat important lorsque l'on considère des représentations précises des liaisons entre atomes, car la présence de ces liaisons rend l'environnement énergétique des atomes sphériquement asymétrique. De manière similaire, des fonctions de type d peuvent être ajoutées à la base avec des orbitales de valence p, et les fonctions f à une base avec des orbitales d, et ainsi de suite. D'autre part, une notation plus précise indique exactement quelles et combien de fonctions sont ajoutées à la base, comme (p, d).
Un autre ajout commun aux bases est l'ajout de fonctions diffuses, indiqué par un signe +. Deux plus (++) indiquent que des fonctions de diffusion sont aussi ajoutées aux atomes légers (hydrogène et hélium). Ce sont des fonctions de base gaussiennes très douces, qui représentent plus précisément les « queues » des orbitales atomiques, distantes du noyau atomique. Ces fonctions de base supplémentaires peuvent être importantes lorsque l'on considère des anions ou d'autres systèmes moléculaires importants et « diffus ».

## Bases minimales
Les bases minimales les plus courantes sont les STO-nG, où n est un entier. Cette valeur n représente le nombre de fonctions primitives gaussiennes comportant une fonction de base simple. Dans ces bases, les orbitales de cœur et de valence comprennent le même nombre de primitives gaussiennes. Les bases minimales donnent typiquement des résultats qui sont insuffisants pour des publications de recherche de qualité, mais sont moins coûteuses que leurs homologues plus grandes.

Les bases minimales de ce type les plus communes sont :
- STO-3G
- STO-4G
- STO-6G
- STO-3G* - version polarisée de STO-3G

Il existe de nombreuses autres bases minimales qui ont été utilisées, comme les bases MidiX.

## Bases à valences séparées
Dans la plupart des liaisons chimiques, ce sont les électrons dits « de valence » (ou électrons externes) qui participe à ce phénomène. Compte tenu de ce fait, il est courant de représenter les orbitales de valence par plus d'une fonction de base, chacune d'entre elles pouvant être à son tour composée d'une combinaison linéaire fixée de fonctions gaussiennes primitives. Les bases dans lesquelles existent des fonctions de base multiples correspondant à chaque orbitale atomique de valence, sont appelées bases de valence double, triple ou quadruple zéta (ζ). Comme les différentes orbitales de la division ont des développements spatiaux différents, la combinaison permet à la densité électronique d'ajuster son développement spatial de manière appropriée à l'environnement du système chimique étudié. Les bases minimales sont fixes et donc ne peuvent être ajustées aux environnements imposés par le système. Une des bases ζ les plus communes est la D95 (dont le nom est dû à Dunning).

### Bases de Pople
La notation pour les bases « à valence séparée » venant du groupe de John Pople, est typiquement X-YZg. Dans ce cas, X représente le nombre de gaussiennes primitives comprises dans chaque fonction de base d'orbitale atomique de cœur. Le Y et le Z indiquent que les orbitales de valence sont composées chacune de deux fonctions, la première étant composée d'une combinaison linéaire de Y fonctions gaussiennes primitives, l'autre d'une combinaison linéaire de Z fonctions gaussiennes primitives. Dans ce cas, la présence de deux nombres après le trait d'union indique que la base est une base double zéta à valence séparée. Des bases triple et quadruple zéta à valence séparée sont également utilisées, et notées X-YZWg, X-YZWVg, etc. On y ajoute régulièrement des fonctions diffuses et de polarisation (voir Introduction).

Voici une liste des bases à valence séparée les plus communes de ce type :
- 3-21g
- 3-21g* - polarisée
- 3-21+g - à fonctions diffuses
- 3-21+g* - avec polarisation et fonctions diffuses
- 6-31g
- 6-31g*
- 6-31+g*
- 6-31g(3df, 3pd)
- 6-311g
- 6-311g*
- 6-311+g*

### Bases à corrélations consistantes
Plus récemment, les bases à corrélations consistantes polarisées (en anglais correlation consistent polarized basis sets) sont devenues largement employées et ceci dans le cadre des calculs corrélés ou post-Hartree-Fock. Le nom de ces bases commencent avec cc-p, pour correlation consistent polarized. Elles sont double/triple/quadruple/quintuple ζ pour les orbitales de valence seulement (le V est pour valence) et incluent successivement des couches des fonctions de polarisation (corrélées) de plus en plus grandes (d, f, g, etc.) qui peuvent permettre la convergence de l'énergie électronique vers la limite de base complète.

On pourra citer comme exemple :
- cc-pVDZ - Double-ζ
- cc-pVTZ - Triple-ζ
- cc-pVQZ - Quadruple-ζ
- cc-pV5Z - Quintuple-ζ, etc.
- aug-cc-pVDZ, etc. - versions « augmentées » des bases précédentes avec l'ajout de fonctions diffuses.

### Autres bases à valence séparée
D'autres bases à valence séparée existent aussi, sous les noms :
- SV(P)
- SVP
- DZV
- TZV
- TZVPP - Triple-ζ à valence séparée polarisée
- QZVPP - Quadruple-ζ à valence séparée polarisée

## Bases d'ondes planes
En plus des bases localisées, des bases d'ondes planes peuvent aussi être utilisées dans les simulations de chimie quantique. De manière typique, un nombre fini de fonctions d'ondes planes sont utilisées, en deçà d'une énergie de coupure spécifique qui est choisie pour un calcul spécifique. Ces bases sont très utilisées dans des calculs impliquant des conditions périodiques aux limites. Certaines intégrales et opérations sont plus faciles à coder et à réaliser avec des fonctions de base d'ondes planes, plutôt qu'avec leurs contreparties localisées. En pratique, les bases d'ondes planes sont parfois utilisées en combinaison avec des pseudo-potentiels de cœur, les ondes n'étant alors utilisées que pour décrire la densité de charge de valence. Ceci car les électrons de cœur tendent à être concentrés très près du noyau atomique, ce qui implique de grandes fonctions d'ondes et de gradients de densité abruptes près du noyau qui ne sont pas facilement décrites par une base d'ondes planes sauf à utiliser une énergie de coupure très élevée (et donc de longueurs d'onde très faibles). La méthode de combinaison d'une base d'ondes planes avec un pseudo-potentiel de cœur est parfois abrégé en calcul PSPW. De plus, comme toutes les fonctions d'une base sont orthogonales, les bases d'ondes planes ne produisent pas d'erreur de superposition de base. Cependant, elles sont moins adaptées aux calculs en phases gazeuses, en raison des espaces vides.

## Bases dans l'espace réel
Sur le même principe que les ondes planes mais dans l'espace réel, il existe des bases dont les fonctions sont centrées sur un maillage uniforme dans l'espace réel. C'est le cas pour les différences finies, les fonctions sinus cardinaux ou les ondelettes. Dans le cas de ces dernières, il est possible d'avoir un maillage adaptatif plus serré au niveau des cœurs atomiques en utilisant les propriétés d'échelle des ondelettes.
Ces méthodes utilisent des fonctions qui sont assez localisées permettant le développement des méthodes dit d'ordre N dont l'objectif est d'avoir un temps d'exécution variant linéairement avec la taille du système.